# Strumigenys yaleogyna
Strumigenys yaleogyna is een mierensoort uit de onderfamilie van de Myrmicinae. De wetenschappelijke naam van de soort is voor het eerst geldig gepubliceerd in 1956 door Wilson & Brown.